# Francesco Minà Palumbo
Francesco Minà Palumbo (Castelbuono, 10 marzo 1814 – Castelbuono, 12 marzo 1899) è stato un medico, naturalista e illustratore italiano.

## Biografia
Durante gli studi di Medicina a Palermo conosce e collabora con Agostino Todaro, Giuseppe Inzenga, Filippo Parlatore, Enrico Pirajno di Mandralisca, Vincenzo Tineo e Domenico Scinà.
Nel 1835 consegue la laurea in Medicina e si trasferisce per la specializzazione a Napoli, ove frequenta Giovanni Gussone, Oronzio e Achille Costa.
Rientrato a Castelbuono nel 1837, si dedica alla professione di medico, alternandola all'interesse naturalistico per la flora delle Madonie, volto a studiare e far conoscere il patrimonio delle Madonie entrando in contatto con i maggiori studiosi di storia naturale. Inizia anche la realizzazione delle prime tavole iconografiche e delle prime pubblicazioni. Non avendo avuto figli dalla moglie, Vincenza Marguglio, ne adottò la nipote Marietta. Ancora in vita, Castelbuono gli intitola una delle principali piazze.
Lo scienziato si spegnerà il 12 marzo 1899, compianto da tutta la comunità locale e da quella scientifica.
A lui è dedicato il Museo naturalistico Francesco Minà Palumbo di Castelbuono.

## Opere
Le sue pubblicazioni - tra libri, articoli scientifici e interventi vari - sono oltre mille.
Nell’ambito botanico il suo merito maggiore è costituito, forse, dagli studi di patologia vegetale e di coltivazioni agricole, in particolare la monografia sulla coltivazione del frassino da manna. Di notevole interesse una monografia sulla coltivazione del pistacchio e varie sulle malattie delle piante locali. In ambito ornitologico compilò il “Catalogo degli uccelli delle Madonie”. Quanto ai mammiferi compilò un “Catalogo dei mammiferi di Sicilia” nel quale descrisse alcune nuove entità. Altri studi dedicò ai rettili agli anfibi e agli insetti, in particolare i lepidotteri, sui quali approntò un testo insieme all’allievo Failla Tedaldi. Al di là degli ambiti botanici e zoologici scrisse fondamentali studi sulle “piogge rosse” cadute a Castelbuono. Altri testi furono dedicati all’archeologia, alla paleontologia, all’etnologia, ai Proverbi agrari.
Con alcuni studi contribuì anche alla realizzazione della Grande Carta Geologica d’Italia del 1867. Oltre che medico e naturalista di spicco F. Minà Palumbo fu anche un valente illustratore: la sua preziosa iconografia naturalistica, che consta di oltre 500 tavole a colori finemente illustrate, è stata raccolta in quattro volumi di pregio dall'editore Sellerio e pubblicata nel 2011.
Tra le opere di maggior rilievo si ricordano:
- Introduzione alla Storia Naturale delle Madonie (1844)
- Catalogo degli uccelli delle Madonie. Atti Accad. Sci. Lettere. Palermo n. s. 2. (1853).
- Apicultura. Istruzioni per gli agricoltori siciliani. L’Empedocle 5: 26-50, 172-185. Appendice: 321. (1855).
- Proverbi Agrarj in Annali di Agricoltura (1853–1855)
- Storia Naturale delle Madonie. Osservazioni ornitologiche – Tipografia di Francesco Giliberti, Palermo (1859)
- Catalogo dei Mammiferi della Sicilia (1868)
- L’età della pietra nelle Madonie,  «Sicula, Rivista Trimestrale del C.A.S.», a. III, n. 2-3 (1898)
- Materiali per la fauna lepitterologica della Sicilia (1899)
- Iconografia della Storia Naturale delle Madonie, Sellerio editore (2011)

## Specie a lui dedicate
Piante: Scirpus minae Tod., Geramium minae Tineo, Campanula minae Strobl, Silene minae Strobl, Viola minae Strobl, Calamnintha minae Lojac., Quercus minae Lojac.,Trifolium minae Lojac., Dianthus minae Mazzola, Raimondo, Ilardi.
Molluschi fossili: Buccinum minae Calcara, Cassidaria minae De Gregorio.
Insetti: Leucopis palumbai Rondani, Palumbia terebintella Rondani, Pempelia palumbiella Rondani, Zeuxia palumbii Rondani, Ischnus minai T. De Stefani.
| Minà-Pal. è l'abbreviazione standard utilizzata per le piante descritte da Francesco Minà Palumbo. Consulta l'elenco delle piante assegnate a questo autore dall'IPNI. |